# 布拉戈亚·格奥尔基耶夫斯基
布拉戈亚·格奥尔基耶夫斯基（羅馬化：Blagoja Georgievski，1950年10月15日—2020年1月29日），北马其顿男子篮球运动员。他曾代表南斯拉夫国家队参加1972年和1976年夏季奥林匹克运动会篮球比赛，获得一枚银牌。